# 氷惑星

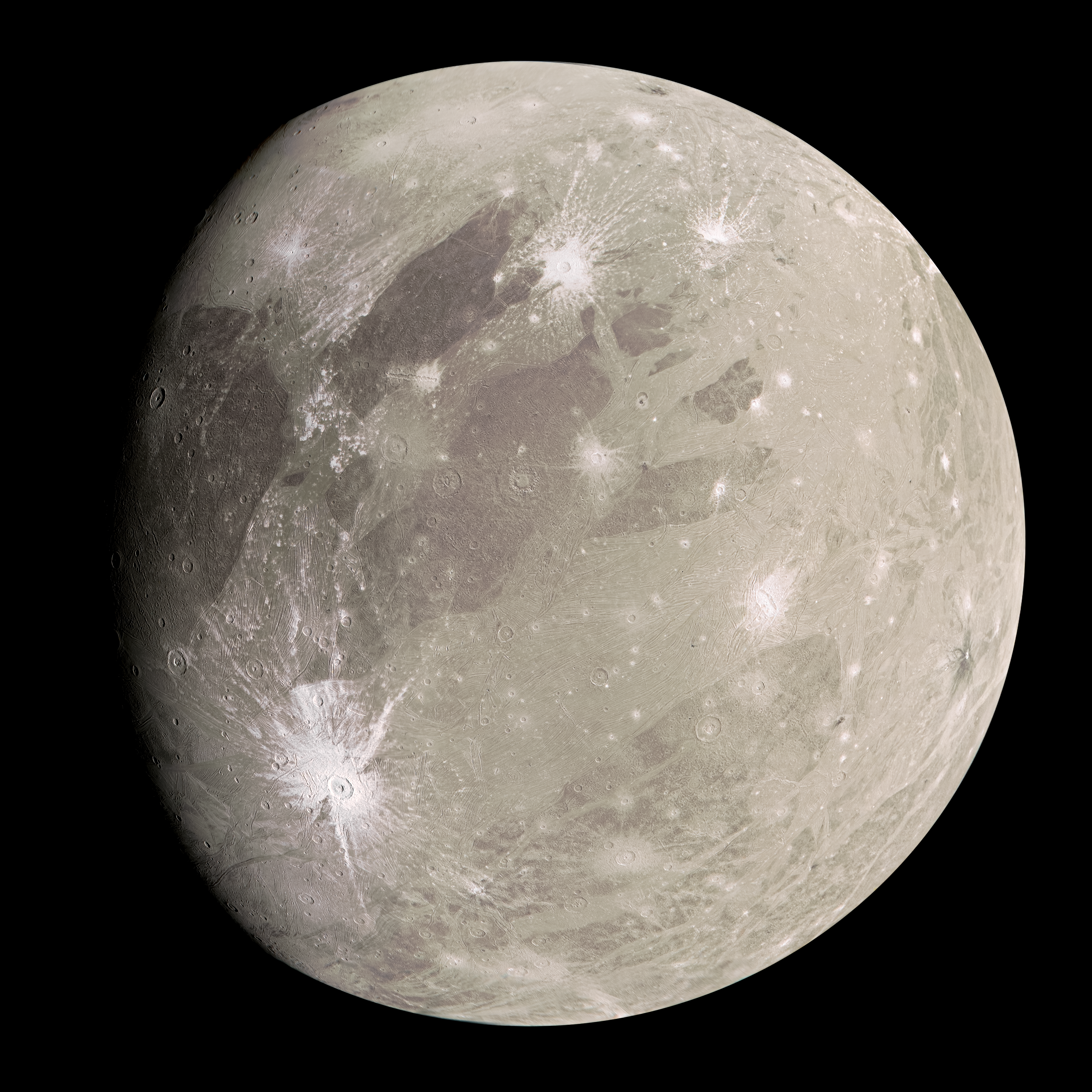
太陽系で最大の既知の氷天体であるガニメデ

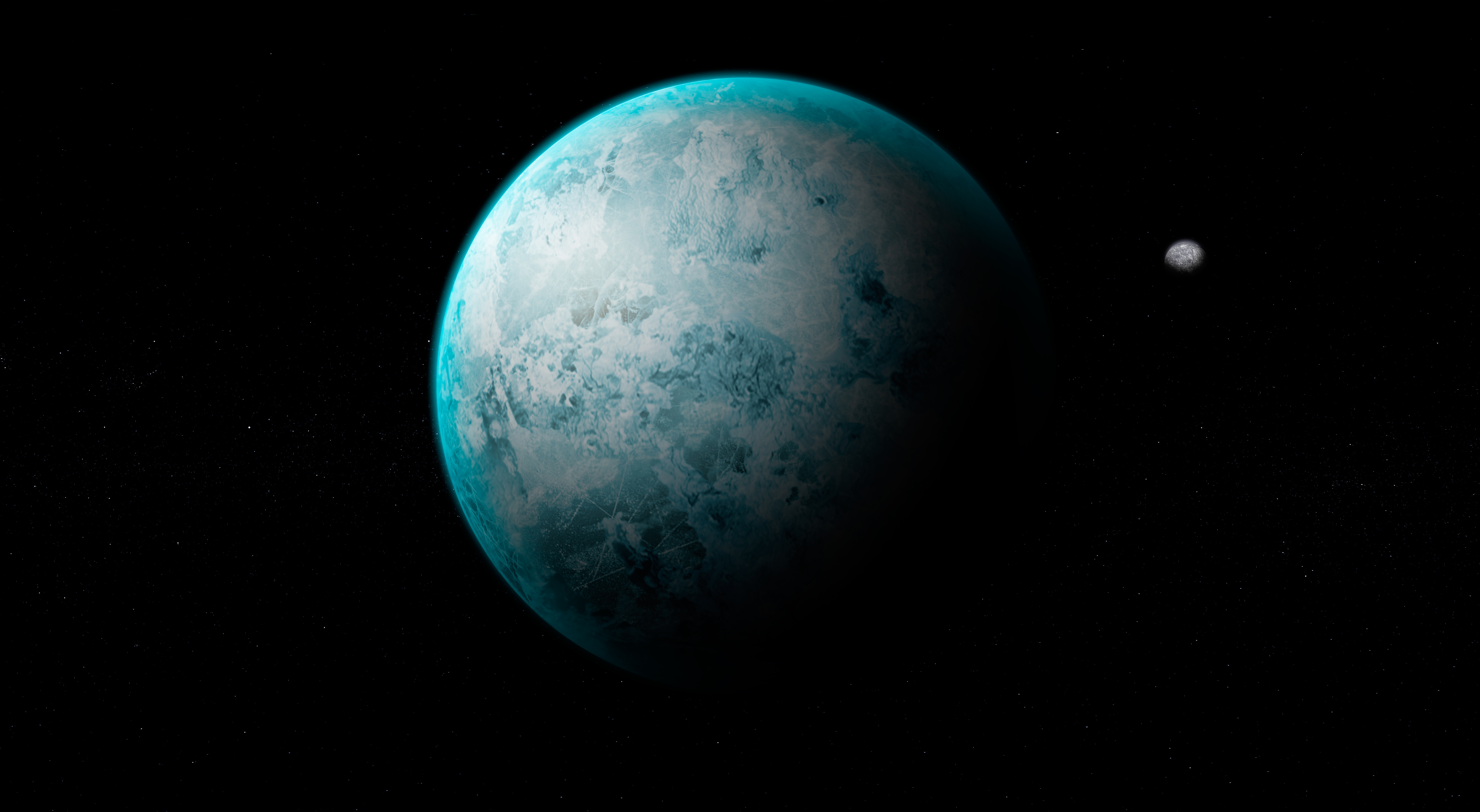
仮想的な氷惑星

氷惑星（Ice planet）は、惑星の分類の一つで、地表に水、アンモニア、メタン等の揮発性物質の氷が存在するものである。惑星全体が雪氷圏で構成される。
氷惑星には、ガニメデ、タイタン、エンケラドゥス、トリトン等、惑星同等の質量を持つ衛星のほとんどが含まれる。また、ケレス、冥王星、エリス等既知の準惑星もある。2002年6月、アメリカ航空宇宙局の科学者は、数学的モデリング研究に基づき、氷の地表の下に存在するものを含む海洋を持つ太陽系外惑星は、銀河系の中では一般的であると報告した。

## 特徴と居住性
氷惑星の地表は、地表温度に応じて、水、メタン、アンモニア、二酸化炭素（ドライアイス）、一酸化炭素、窒素やその他の揮発性物質から構成される。氷惑星の地表の温度は、水が主体の場合は260 K以下、二酸化炭素やアンモニアが主体の場合は180 K以下、メタンが主体の場合は80 K以下である。
地表は非常に冷たいため、地球に住んでいるような生物にとっては非常に過酷である。多くの氷惑星では、地熱や近隣天体の潮汐力で温められ、地下の海を持つと考えられている。地下の液体の水は、魚、プランクトン、微生物等の生物に生息可能な環境を提供する。地下には光合成に必要な日光が届かないため、私達が知っているような植物は存在しないが、微生物は特定の化合物を用いて、他の生物にエネルギーを提供できる栄養素を生産（化学合成）できるため、大気や表面の液体の量が多いタイタン等において条件が揃えば、エキゾチックな生命が住めるような環境があるかもしれない。

## 軌道と候補

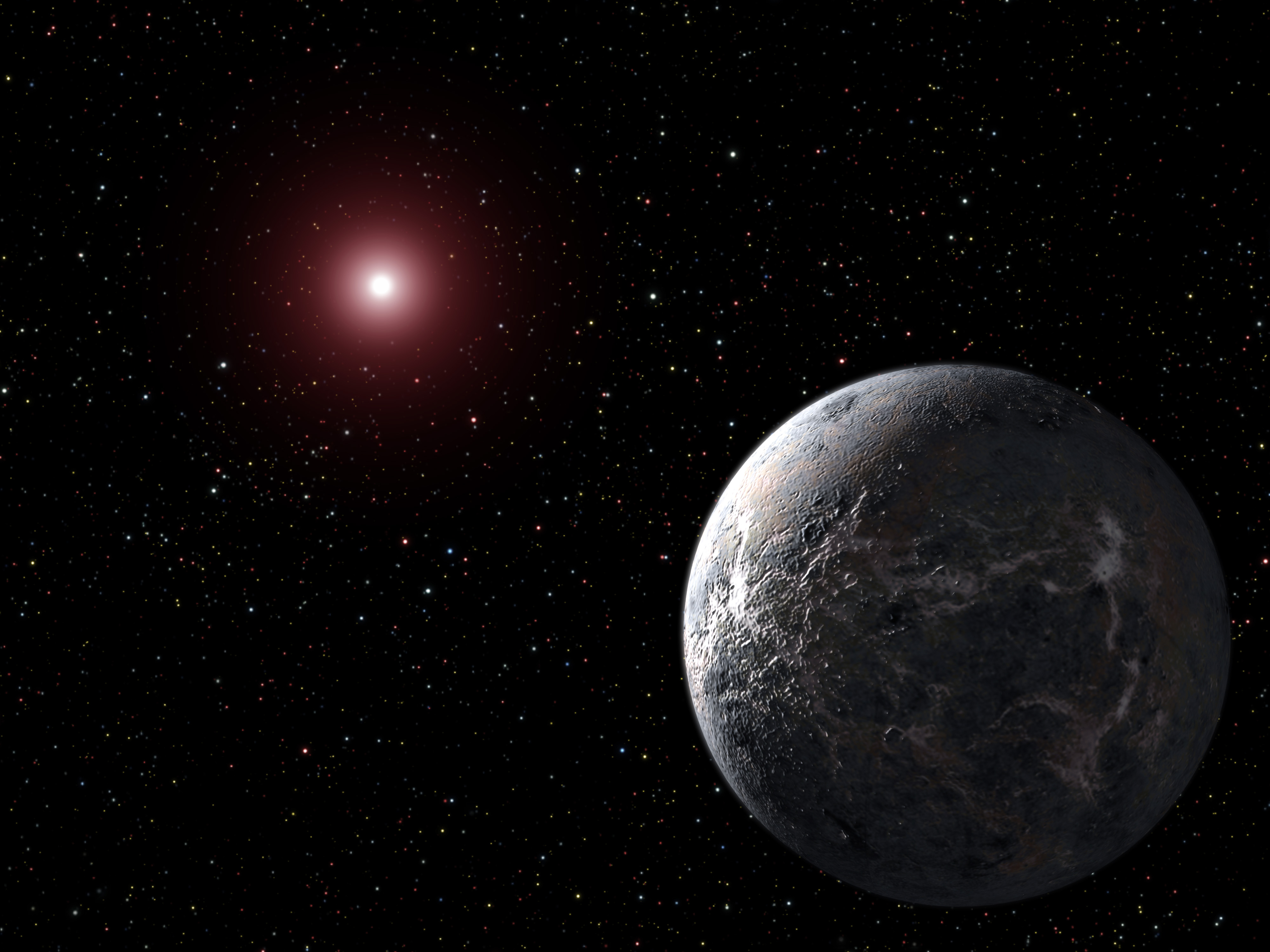
太陽系外の氷惑星候補OGLE-2005-BLG-390Lb（想像図）

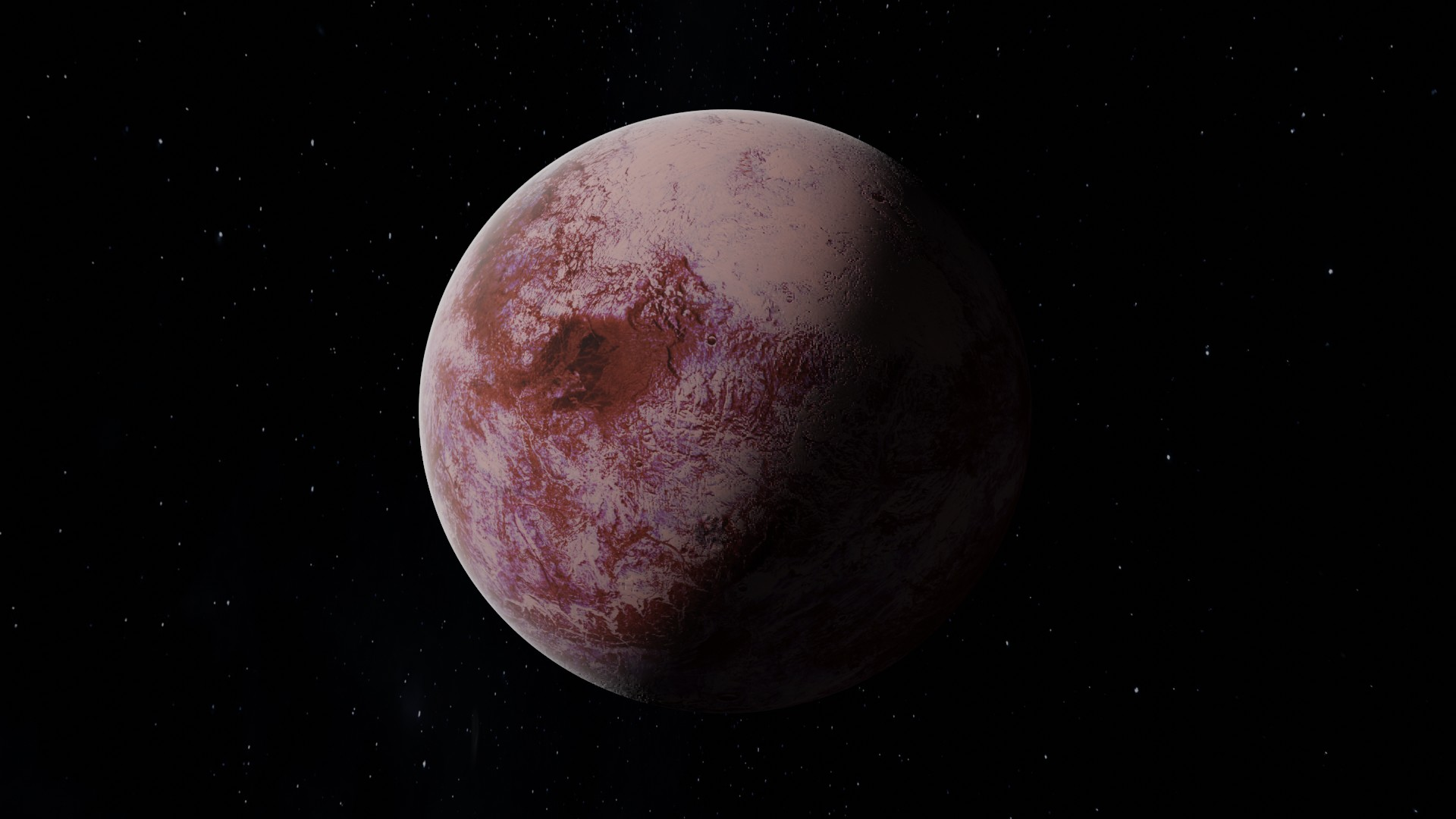
太陽系外の氷惑星候補OGLE-2013-BLG-0341LB b（想像図）

太陽系には多くの氷天体があるが、国際天文学連合による惑星の定義の基準を満たして惑星とされるものは一つもない。しかし、惑星質量衛星のほとんどは、氷と岩でできている（ガニメデ、カリスト、エンケラドゥス、タイタン、トリトン等）か、主に氷でできており（ミマス、テティス、イアペトゥス）、地球物理学上の定義で言えば氷惑星である。冥王星やカロンのようなエッジワース・カイパーベルトで最大の天体もこの定義では惑星に当てはまる。エウロパも表面の氷のためにしばしば氷惑星とされるが、その高密度から、内部はほとんどが岩石であると考えられている。散乱円盤天体のエリスでも同様である。
太陽系外惑星の氷惑星の候補には、OGLE-2005-BLG-390Lb、OGLE-2013-BLG-0341LBb、MOA-2007-BLG-192Lb等がある。